# Vierde klasse 2015-16 (voetbal België)
Het seizoen 2015/16 van de Belgische Vierde Klasse gaat van start in de zomer van 2015 en eindigt in de lente van 2016. Daarna worden nog eindrondes voor promotie en degradatie afgewerkt. Vierde Klasse of Bevordering telt vier afzonderlijke reeksen, met 16 clubs per reeks.

## Naamswijzigingen
- KV Turnhout wijzigde zijn naam in KFC Turnhout
- RRC Wetteren-Kwatrecht fuseerde met K. Standaard Wetteren en werd RFC Wetteren.
- Doordat het stamnummer van K. Standaard Wetteren werd overgekocht door het RWDM-consortium, bleef dit team in theorie bestaan en werd het hernoemd naar Racing White Daring Molenbeek.

## Gedegradeerde teams
Deze teams waren gedegradeerd uit de Derde Klasse voor de start van het seizoen:
- KFC Eendracht Zele (rechtstreeks 3A)
- RFC Tournai (rechtstreeks 3A)
- KV Turnhout (rechtstreeks 3B)

Noot: RCS Verviétois (rechtstreeks) en RCS Visétois (eindronde) waren ook gedegradeerd, maar gingen failliet en verdwenen.

## Gepromoveerde teams
Deze teams waren gepromoveerd uit de provinciale reeksen voor de start van het seizoen. Uit elke provincie promoveert de kampioen. In de drie provincies met de meeste clubs, namelijk Antwerpen, Brabant en Oost-Vlaanderen, promoveerde de provinciale eindrondewinnaar rechtstreeks naar Vierde Klasse. De eindrondewinnaars uit de andere provincies moesten nog naar een interprovinciale eindronde om kans te maken op promotie.

### Antwerpen
- KFC Lille (kampioen)
- KFC Nijlen (winnaar provinciale eindronde)

### Brabant
- KAC Betekom (kampioen)
- KSK Halle (winnaar provinciale eindronde)

### Limburg
- KVV Thes Sport Tessenderlo (kampioen)

### Oost-Vlaanderen
- SC Dikkelvenne (kampioen)
- KVK Ninove (winnaar provinciale eindronde)

Noot: Door de fusie van vierdeklassers K. Standaard Wetteren en RRC Wetteren-Kwatrecht leek op het eind van vorig seizoen ook KSK Maldegem mee te mogen promoveren om de vrijgekomen Oost-Vlaamse plaats in te nemen, maar het stamnummer van K. Standaard Wetteren werd uiteindelijk verkocht aan een nieuw RWDM-project, waardoor er geen bijkomende Oost-Vlaamse stijger was.

### West-Vlaanderen
- KSV White Star Adinkerke (kampioen)
- SVV Damme (interprovinciale eindronde)

Noot: Door een vrijgekomen plaats, promoveerde SVV Damme als derde club via de interprovinciale eindronde. Het versloeg US Solrézienne in de kleine finale van de eindronde.

### Henegouwen
- R. Olympic Club de Charleroi-Marchienne (kampioen)
- RC Charleroi-Couillet-Fleurus (interprovinciale eindronde)

### Luik
- R. Daring Club de Cointe-Liège (kampioen)
- FC United Richelle (interprovinciale eindronde)

### Luxemburg
- RRC Longlier (kampioen)

### Namen
- RUS Loyers (kampioen)

## Promoverende teams
Deze teams promoveerden naar Tweede klasse amateurs op het eind van het seizoen.
- R. Knokke FC (kampioen 4A)
- Sporting West Harelbeke (tweede 4A)
- KVK Westhoek (derde 4A)
- R. Olympic Club de Charleroi-Marchienne (kampioen 4B)
- KFC Duffel (tweede 4B)
- R. Châtelet SC (derde 4B)
- RC Hades (kampioen 4C)
- K. Olympia SC Wijgmaal (tweede 4C)
- KVV Thes Sport Tessenderlo (derde 4C)
- RFC Meux (kampioen 4D)
- RUS Givry (tweede 4D)
- Solières Sport (derde 4D)
- KSC Toekomst Menen (eindronde VFV)
- KSK Halle (eindronde VFV)
- KFC Zwarte Leeuw (eindronde VFV)
- Spouwen-Mopertingen (eindronde VFV)
- RC Charleroi-Couillet-Fleurus (eindronde ACFF)
- RES Couvin-Mariembourg (eindronde ACFF)
- R. Stade Waremmien FC (eindronde ACFF)
- UR Namur (eindronde ACFF)

## Degraderende teams
Deze teams degradeerden naar de provinciale reeksen op het eind van het seizoen:
- SVV Damme (rechtstreeks uit 4A)
- SK Eernegem (rechtstreeks uit 4A)
- KSV White Star Adinkerke (rechtstreeks uit 4A)
- R. Géants Athois (rechtstreeks uit 4B)
- K. Bilzerse Waltwilder VV (rechtstreeks uit 4C)
- KFC Lille (rechtstreeks uit 4C)
- K. Lyra TSV (rechtstreeks uit 4C)
- RUS Loyers (rechtstreeks uit 4D)
- Patro Lensois (rechtstreeks uit 4D)

## Periodekampioenen
Dit seizoen werden er geen periodekampioenen uitgereikt, door de hervorming die de KBVB invoert in seizoen 2016/2017. De clubs tussen plaats 4 tot en met plaats 7 mochten meestrijden voor eventuele bijkomende plaatsen in de Tweede klasse amateurs (opvolger Derde Klasse).

## Klassement
| Legende                                            |
| -------------------------------------------------- |
| Kampioen + promotie naar Tweede klasse amateurs    |
| Rechtstreekse promotie naar Tweede klasse amateurs |
| Promotie-eindronde                                 |
| Degradatie naar Eerste Provinciale                 |

### Vierde Klasse A
|   |    |                               | P  | W  | G  | V  | +  | -   | DS  | Ptn |
| - | -- | ----------------------------- | -- | -- | -- | -- | -- | --- | --- | --- |
| K | 1  | R. Knokke FC                  | 30 | 19 | 3  | 8  | 69 | 33  | 36  | 60  |
| P | 2  | Sporting West Harelbeke       | 30 | 18 | 4  | 8  | 47 | 26  | 21  | 58  |
| P | 3  | KVK Westhoek                  | 30 | 18 | 3  | 9  | 57 | 32  | 25  | 57  |
| E | 4  | SC Dikkelvenne                | 30 | 16 | 6  | 8  | 65 | 32  | 33  | 54  |
| E | 5  | SK Berlare                    | 30 | 15 | 6  | 9  | 51 | 39  | 12  | 51  |
| E | 6  | KFC Eendracht Zele            | 30 | 15 | 5  | 10 | 63 | 44  | 19  | 50  |
| E | 7  | KSC Toekomst Menen            | 30 | 14 | 7  | 9  | 47 | 40  | 7   | 49  |
|   | 8  | OMS Ingelmunster              | 30 | 13 | 10 | 7  | 55 | 42  | 13  | 49  |
|   | 9  | FC Pepingen                   | 30 | 12 | 9  | 9  | 49 | 39  | 10  | 45  |
|   | 10 | KSK Ronse                     | 30 | 11 | 3  | 13 | 46 | 46  | 0   | 39  |
|   | 11 | RFC Wetteren                  | 30 | 10 | 9  | 11 | 48 | 48  | 0   | 39  |
|   | 12 | KVK Ninove                    | 30 | 9  | 10 | 11 | 54 | 49  | 5   | 37  |
|   | 12 | KFC Sporting Sint-Gillis Waas | 30 | 6  | 7  | 17 | 36 | 63  | -27 | 25  |
| D | 14 | SVV Damme                     | 30 | 5  | 6  | 19 | 19 | 56  | -35 | 21  |
| D | 15 | SK Eernegem                   | 30 | 5  | 6  | 19 | 27 | 65  | -42 | 21  |
| D | 16 | KSV White Star Adinkerke      | 30 | 3  | 5  | 22 | 30 | 107 | -77 | 14  |

### Vierde Klasse B
|   |    |                                         | P  | W  | G | V  | +  | -  | DS  | Ptn |
| - | -- | --------------------------------------- | -- | -- | - | -- | -- | -- | --- | --- |
| K | 1  | R. Olympic Club de Charleroi-Marchienne | 28 | 19 | 5 | 4  | 52 | 28 | 24  | 62  |
| P | 2  | KFC Duffel                              | 28 | 15 | 7 | 6  | 59 | 34 | 25  | 52  |
| P | 3  | R. Châtelet SC                          | 28 | 15 | 5 | 8  | 47 | 40 | 7   | 50  |
| E | 4  | KOVC Sterrebeek                         | 28 | 16 | 1 | 11 | 50 | 39 | 11  | 49  |
| E | 5  | RC Charleroi-Couillet-Fleurus           | 28 | 14 | 6 | 8  | 47 | 45 | 2   | 48  |
| E | 6  | RUS Rebecquoise                         | 28 | 12 | 7 | 9  | 44 | 35 | 9   | 43  |
| E | 7  | KSK Halle                               | 28 | 12 | 6 | 10 | 46 | 28 | 18  | 42  |
| E | 8  | R. Léopold FC                           | 28 | 12 | 3 | 13 | 46 | 52 | -6  | 39  |
|   | 9  | Racing White Daring Molenbeek           | 28 | 10 | 9 | 9  | 44 | 34 | 10  | 39  |
|   | 10 | K. Wolvertem SC                         | 28 | 10 | 5 | 13 | 44 | 49 | -5  | 35  |
|   | 11 | KAC Betekom                             | 28 | 9  | 7 | 12 | 42 | 39 | 3   | 34  |
|   | 12 | R. Francs Borains                       | 28 | 8  | 9 | 11 | 46 | 52 | -6  | 33  |
|   | 13 | FC Ganshoren                            | 28 | 7  | 3 | 18 | 34 | 59 | -25 | 24  |
|   | 14 | RFC Tournai                             | 28 | 6  | 6 | 16 | 32 | 58 | -26 | 24  |
|   | 15 | RRC de Waterloo                         | 28 | 3  | 5 | 20 | 22 | 63 | -41 | 14  |
| D | 16 | R. Geants Athois                        | 0  | 0  | 0 | 0  | 0  | 0  | 0   | 0   |

Noot: R. Geants Athois staakte zijn activiteiten na 14 speeldagen, waarna het algemeen forfait gaf.

### Vierde Klasse C
|   |    |                            | P  | W  | G  | V  | +  | -  | DS  | Ptn |
| - | -- | -------------------------- | -- | -- | -- | -- | -- | -- | --- | --- |
| K | 1  | RC Hades                   | 30 | 19 | 4  | 7  | 59 | 34 | 25  | 61  |
| P | 2  | K. Olympia SC Wijgmaal     | 30 | 14 | 10 | 6  | 57 | 43 | 14  | 52  |
| P | 3  | KVV Thes Sport Tessenderlo | 30 | 14 | 9  | 7  | 61 | 34 | 27  | 51  |
| E | 4  | KFC Zwarte Leeuw           | 30 | 13 | 11 | 6  | 60 | 46 | 14  | 50  |
| E | 5  | KFC Sint-Lenaarts          | 30 | 13 | 7  | 10 | 46 | 32 | 14  | 46  |
| E | 6  | Spouwen-Mopertingen        | 30 | 13 | 6  | 11 | 45 | 53 | -8  | 45  |
| E | 7  | SC City Pirates Antwerpen  | 30 | 12 | 8  | 10 | 62 | 51 | 11  | 44  |
|   | 8  | KESK Leopoldsburg          | 30 | 12 | 8  | 10 | 53 | 43 | 10  | 44  |
|   | 9  | FC Esperanza Pelt          | 30 | 10 | 14 | 6  | 61 | 48 | 13  | 44  |
|   | 10 | KFC Turnhout               | 30 | 12 | 7  | 11 | 53 | 52 | 1   | 43  |
|   | 11 | KFC Nijlen                 | 30 | 11 | 5  | 14 | 49 | 57 | -8  | 38  |
|   | 12 | KVK Wellen                 | 30 | 10 | 7  | 13 | 37 | 50 | -13 | 37  |
|   | 13 | KVV Vosselaar              | 30 | 10 | 6  | 14 | 52 | 60 | -8  | 36  |
| D | 14 | K. Bilzerse Waltwilder VV  | 30 | 5  | 10 | 15 | 40 | 63 | -23 | 25  |
| D | 15 | KFC Lille                  | 30 | 5  | 8  | 17 | 37 | 64 | -27 | 23  |
| D | 16 | K. Lyra TSV                | 30 | 3  | 8  | 19 | 30 | 72 | -42 | 17  |

### Vierde Klasse D
|   |    |                                | P  | W  | G  | V  | +  | -  | DS  | Ptn |
| - | -- | ------------------------------ | -- | -- | -- | -- | -- | -- | --- | --- |
| K | 1  | RFC Meux                       | 30 | 19 | 2  | 9  | 71 | 44 | 27  | 59  |
| P | 2  | RUS Givry                      | 30 | 17 | 8  | 5  | 59 | 32 | 27  | 59  |
| P | 3  | Solières Sport                 | 30 | 17 | 8  | 5  | 56 | 30 | 26  | 59  |
| E | 4  | RES Couvin-Mariembourg         | 30 | 17 | 7  | 6  | 60 | 33 | 27  | 58  |
| E | 5  | R. Stade Waremmien FC          | 30 | 18 | 3  | 9  | 73 | 45 | 28  | 57  |
| E | 6  | UR Namur                       | 30 | 15 | 7  | 8  | 62 | 37 | 25  | 52  |
| E | 7  | Daring Club de Cointe-Liège    | 30 | 13 | 4  | 13 | 53 | 55 | -2  | 43  |
| E | 8  | R. Entente Bertrigeoise        | 30 | 12 | 5  | 13 | 52 | 47 | 5   | 41  |
|   | 9  | RJS Taminoise                  | 30 | 11 | 7  | 12 | 48 | 52 | -4  | 40  |
|   | 10 | FC United Richelle             | 30 | 11 | 7  | 12 | 48 | 56 | -8  | 40  |
| D | 11 | Patro Lensois                  | 30 | 9  | 8  | 13 | 41 | 47 | -6  | 35  |
|   | 12 | FC Jeunesse Lorraine Arlonaise | 30 | 9  | 6  | 15 | 41 | 60 | -19 | 33  |
|   | 13 | RRC Longlier                   | 30 | 7  | 10 | 13 | 45 | 62 | -17 | 31  |
|   | 14 | RCS Verlaine                   | 30 | 7  | 8  | 15 | 42 | 58 | -16 | 29  |
|   | 15 | R. Aywaille FC                 | 30 | 5  | 7  | 18 | 30 | 80 | -50 | 22  |
| D | 16 | RUS Loyers                     | 30 | 2  | 5  | 23 | 32 | 75 | -43 | 11  |

## Promotie-eindronde
De eindronde werd gespeeld tussen veertien teams uit Vierde Klasse. Als gevolg van de competitiehervorming werd er een opsplitsing gemaakt tussen de teams die deel zullen uitmaken van de VFV (Vlaanderen) en de ACFF (Wallonië). De toekomstige Tweede klasse amateurs zal bestaan uit twee reeksen met teams uit de VFV en één reeks met teams uit de ACFF. Elke reeks zou uit 16 teams bestaan.

### Eindronde VFV
Achttien VFV-teams die in Derde Klasse uitkwamen zouden sowieso deel uitmaken van Tweede klasse amateurs. Zeven teams promoveerden rechtstreeks vanuit Vierde Klasse, zijnde: R. Knokke FC, Sporting West Harelbeke, KVK Westhoek, KFC Duffel, RC Hades, K. Olympia SC Wijgmaal en KVV Thes Sport Tessenderlo. Zo waren er al 25 van de 32 teams in Tweede klasse amateurs gekend. Er waren dus nog 7 plaatsen te verdelen. Dit gebeurde op basis van een promotie-eindronde waarin een eindklassement zou opgemaakt worden. De hoogst gerangschikte teams zouden bijkomend promoveren. Afhankelijk van de prestaties van de VFV-teams in de eindronde van Derde Klasse zouden er plaatsen vrijkomen of wegvallen. Uiteindelijk zouden er maar vier teams kans maken op promotie.
De eindronde voor promotie startte met een voorronde waarin vier teams deelnamen. De twee winnaars stroomden door naar de volgende ronde waaraan de overige zes teams deelnamen. De vier winnaars speelden nadien opnieuw om de plaatsen 1 tot 4 toe te wijzen. De vier verliezers streden om de plaatsen 5 tot 8. De deelnemers aan de eindronde waren:
- Reeks A: SC Dikkelvenne, SK Berlare, KFC Eendracht Zele en KSC Toekomst Menen
- Reeks B: KOVC Sterrebeek en KSK Halle
- Reeks C: KFC Zwarte Leeuw, KFC Sint-Lenaarts, Spouwen-Mopertingen en SC City Pirates Antwerpen

Voorronde
| # | Datum      | Uur   | Wedstrijd                                      | Uitslag    |
| - | ---------- | ----- | ---------------------------------------------- | ---------- |
| 1 | 07/05/2015 | 18:00 | KFC Sint-Lenaarts - SK Berlare                 | 2-1 (n.v.) |
| 2 | 08/05/2015 | 16:00 | KSC Toekomst Menen - SC City Pirates Antwerpen | 2-0        |

Ronde 1
| # | Datum      | Uur   | Wedstrijd                            | Uitslag |
| - | ---------- | ----- | ------------------------------------ | ------- |
| 1 | 14/05/2015 | 18:00 | KFC Sint-Lenaarts - KFC Zwarte Leeuw | 2-3     |
| 2 | 15/05/2015 | 16:00 | Spouwen-Mopertingen - SC Dikkelvenne | 4-3     |
| 3 | 15/05/2015 | 16:00 | KSC Toekomst Menen - KOVC Sterrebeek | 3-1     |
| 4 | 15/05/2015 | 16:00 | KSK Halle - KFC Eendracht Zele       | 1-0     |

Plaatsen 1-4: Halve finale
| # | Datum      | Uur   | Wedstrijd                              | Uitslag    |
| - | ---------- | ----- | -------------------------------------- | ---------- |
| 1 | 21/05/2015 | 19:30 | KFC Zwarte Leeuw - Spouwen-Mopertingen | 0-3        |
| 2 | 22/05/2015 | 16:00 | KSK Halle - KSC Toekomst Menen         | 0-1 (n.v.) |

Plaatsen 1-4: Finale
| # | Datum      | Uur   | Wedstrijd                                | Uitslag       |
| - | ---------- | ----- | ---------------------------------------- | ------------- |
| 1 | 29/05/2015 | 16:00 | Spouwen-Mopertingen - KSC Toekomst Menen | niet gespeeld |

Beide teams waren al zeker van promotie en besloten de finale niet meer te spelen.
Plaatsen 1-4: Troostfinale
| # | Datum      | Uur   | Wedstrijd                    | Uitslag |
| - | ---------- | ----- | ---------------------------- | ------- |
| 1 | 29/05/2015 | 16:00 | KFC Zwarte Leeuw - KSK Halle | 5-1     |

Aangezien er vier vrije plaatsen waren voor Tweede klasse amateurs, promoveerden de vier teams.
Plaatsen 5-8
Aangezien er maar vier VFV-teams konden promoveren, werd de eindronde voor de plaatsen 5 tot 8 niet gespeeld.

### Eindronde ACFF
Vijf ACFF-teams die in Derde Klasse speelden, zouden gegarandeerd deel uitmaken van Tweede klasse amateurs. Vijf ACFF-teams die in Vierde Klasse uitkwamen, promoveerden ook rechtstreeks naar Tweede klasse amateurs, zijnde: R. Olympic Club de Charleroi-Marchienne, R. Châtelet SC, RFC Meux, RUS Givry en Solières Sport. Er zouden dus nog zes plaatsen te verdelen zijn. Deze werden toegewezen aan de best geklasseerde teams. Het uiteindelijke aantal werd bepaald op basis van het aantal ACFF-teams in Derde Klasse dat zou promoveren naar Eerste klasse amateurs. Voor de start van de eindronde waren er drie plaatsen beschikbaar voor Tweede klasse amateurs. Na de eerste ronde in de eindronde van Derde Klasse zou er een extra plaats vrijkomen voor een vierde team. Met andere woorden, vier ACFF-teams uit Vierde Klasse konden bijkomend promoveren via de eindronde.
De eindronde voor promotie zou in twee delen gebeuren. Het eerste deel wijst de plaatsen 1 tot 4 toe; het tweede deel wijst de plaatsen 5-8 toe. De verdeling gebeurde op basis van de eindklasseringen van de gekwalificeerde teams. Er werd gestart met de halve finale. Tot slot volgde er een finale en troostfinale waarna een klassement werd bekomen. De teams werden als volgt verdeeld:
- Plaatsen 1-4: RC Charleroi-Couillet-Fleurus, RES Couvin-Mariembourg, R. Stade Waremmien FC en UR Namur
- Plaatsen 5-8: RUS Rebecquoise, R. Léopold FC, Daring Club de Cointe-Liège en R. Entente Bertrigeoise

Plaatsen 1-4: Halve finale
| # | Datum      | Uur   | Wedstrijd                                              | Uitslag    |
| - | ---------- | ----- | ------------------------------------------------------ | ---------- |
| 1 | 08/05/2015 | 16:00 | RC Charleroi-Couillet-Fleurus - RES Couvin-Mariembourg | 2-1 (n.v.) |
| 2 | 08/05/2015 | 16:00 | UR Namur - R. Stade Waremmien FC                       | 3-0        |

Plaatsen 1-4: Finale
| # | Datum      | Uur   | Wedstrijd                                | Uitslag |
| - | ---------- | ----- | ---------------------------------------- | ------- |
| 1 | 14/05/2015 | 18:00 | RC Charleroi-Couillet-Fleurus - UR Namur | 0-3     |

Plaatsen 1-4: Troostfinale
| # | Datum      | Uur   | Wedstrijd                                      | Uitslag |
| - | ---------- | ----- | ---------------------------------------------- | ------- |
| 1 | 15/05/2015 | 16:00 | R. Stade Waremmien FC - RES Couvin-Mariembourg | 4-1     |

De finalisten en de winnaar van de troostfinale zouden sowieso al promoveren. RES Couvin-Mariembourg, dat de troostfinale verloor, zou uiteindelijk ook promoveren door een extra vrijgekomen plaats.
Plaatsen 5-8: Halve finale
| # | Datum      | Uur   | Wedstrijd                                   | Uitslag |
| - | ---------- | ----- | ------------------------------------------- | ------- |
| 1 | 07/05/2015 | 19:00 | RUS Rebecquoise - R. Entente Bertrigeoise   | 1-2     |
| 2 | 08/05/2015 | 16:00 | Daring Club de Cointe-Liège - R. Léopold FC | 0-2     |

Plaatsen 5-8: Finale
| # | Datum      | Uur   | Wedstrijd                               | Uitslag    |
| - | ---------- | ----- | --------------------------------------- | ---------- |
| 1 | 15/05/2015 | 16:00 | R. Léopold FC - R. Entente Bertrigeoise | 1-2 (n.v.) |

Plaatsen 5-8: Troostfinale
| # | Datum      | Uur   | Wedstrijd                                     | Uitslag |
| - | ---------- | ----- | --------------------------------------------- | ------- |
| 1 | 15/05/2015 | 16:00 | Daring Club de Cointe-Liège - RUS Rebecquoise | 1-6     |

Uiteindelijk was er geen bijkomende promovendus. De vier teams voor plaatsen 5-8 zouden dus deel gaan uitmaken van Derde klasse amateurs.